# Drvar
Drvar – miasto w Bośni i Hercegowinie, w Federacji Bośni i Hercegowiny, w kantonie dziesiątym, siedziba gminy Drvar. W 2013 roku liczyło 3730 mieszkańców, z czego większość stanowili Serbowie.
Otrzymało tytuł jugosłowiańskiego miasta-bohatera.

## Miasta partnerskie
- Rovaniemi